# Atatürk Olimpiai Stadion
Az Atatürk Olimpiai Stadion (törökül: Atatürk Olimpiyat Stadı) Törökország egyik, UEFA által is elismert stadionja, mely Isztambul Küçükçekmece kerületének İkitelli mahalléjában található. 2005-ig a befogadóképessége 80 597 fő volt, ekkor azonban eltávolítottak néhány ezer olyan széket, ahonnan nem lehetett belátni az egész pályát. 
Itt tartották a 2004–2005-ös UEFA-bajnokok ligája döntőjét (AC Milan–Liverpool FC). A 2003–2004-es szezonban az Atatürk stadion átmenetileg a Galatasaray SK hazai stadionja volt, amíg az Ali Sami Yen Stadiont felújították.